# Jenn Murray
Jenn Elizabeth Murray (Belfast, 1º aprile 1986) è un'attrice britannica.

## Biografia
Murray è nata a Belfast, nell'Irlanda del Nord. È stata ammessa all'Università di Glasgow per studiare scienze umane, ma ha deciso di rimandare per dedicarsi al mondo della recitazione. Dopo essersi recata a New York, Murray ha fatto delle audizioni per alcune scuole di recitazione, ricevendo in seguito delle offerte. Nel 2008, dopo gli studi, ha ottenuto il ruolo da protagonista nel film horror Dorothy Mills. Questa interpretazione le ha valso una candidatura come miglior attrice protagonista agli Irish Film and Television Award. Dopo essere apparsa in diverse produzioni cinematografiche e televisive, come la serie The Fades, nel 2015 Murray ha preso parte al film drammatico Brooklyn, adattamento cinematografico dell'omonimo romanzo di Colm Tóibín con protagonista Saoirse Ronan. Nello stesso anno è stato annunciato che Murray reciterà in Animali fantastici e dove trovarli, film ispirato all'omonimo libro di J. K. Rowling con protagonista Eddie Redmayne.

## Filmografia

### Cinema
- Dorothy Mills, regia di Agnès Merlet (2008)
- Earthbound, regia di Alan Brennan (2012)
- Testament of Youth, regia di James Kent (2014)
- Brooklyn, regia di John Crowley (2015)
- Angel, regia di Ray Burdis (2015)
- Amore e inganni (Love & Friendship), regia di Whit Stillman (2016)
- Animali fantastici e dove trovarli (Fantastic Beasts and Where to Find Them), regia di David Yates (2016)
- Maleficent - Signora del male (Maleficent: Mistress of Evil), regia di Joachim Rønning (2019)

### Cortometraggi
- Sunshower, regia di Liam Gavin (2009)
- Radiance, regia di Andrew Cumming (2013)

### Televisione
- The Clinic - serie TV, episodio 6x02 (2008)
- Metropolitan Police - serie TV, episodio 25x19 (2009)
- The Day of the Triffids - miniserie TV, episodio 1x02 (2009)
- Lewis - serie TV, episodio 4x04 (2010)
- The Fades - miniserie TV, 5 episodi (2011)
- Truckers - serie TV, 5 episodi (2013)
- The Lovers, regia di Justin Martin – miniserie TV, puntate 2-6 (2023)

## Riconoscimenti
- 2009 – Irish Film and Television Award
  - Candidatura come Miglior attrice protagonista in un film per Dorothy Mills

## Doppiatrici italiane
Nelle versioni in italiano delle opere in cui ha recitato, Jenn Murray è stata doppiata da:
- Elena Perino in Maleficent - Signora del male, The Lovers
- Joy Saltarelli in Brooklyn
- Katia Sorrentino in Amore e inganni
- Mattea Serpelloni in Animali fantastici e dove trovarli